# صقيصن
صقيصن (الاسم العلمي:  Sciaena umbra)، أو غراب، هو نوع من أنواع الأسماك، ينتمي لفصيلة البهاريات، يتواجد هذا النوع في شرق المحيط الأطلسي والبحر الأبيض المتوسط، والبحر الأسود، حيث يعيش في المياه الضحلة والقيعان الرملية. يتم اصطياده للاستهلاك البشري، خاصة حول البحر الأبيض المتوسط.

## علم أصول الكلمات
الاسم المحدد umbra مشتق من كلمة ظل أو طيف (الشبح) في اللغة اللاتينية بينما الاسم العام مشتق من كلمة skaina أو skion التي تعني سمكة في اللغة اليونانية، أو بشكل أكثر تحديدًا أسماك بربوني حمراء.

## التوزيع
تتواجد وتنتشر أسماك الصقيصن في شرق المحيط الأطلسي من جنوب القناة الإنجليزية ووصلا نحو الجنوب إلى السنغال والرأس الأخضر، بما في ذلك جزر الكناري، السجلات والتوثيقات من غرب إفريقيا في جنوب السنغال بخصوص تواجد هذه الأسماك، تعتبر تقارير مشكوك فيها. تتواجد هذه الأسماك أيضا في البحر الأبيض المتوسط والبحر الأسود وبحر آزوف.

## الموائل

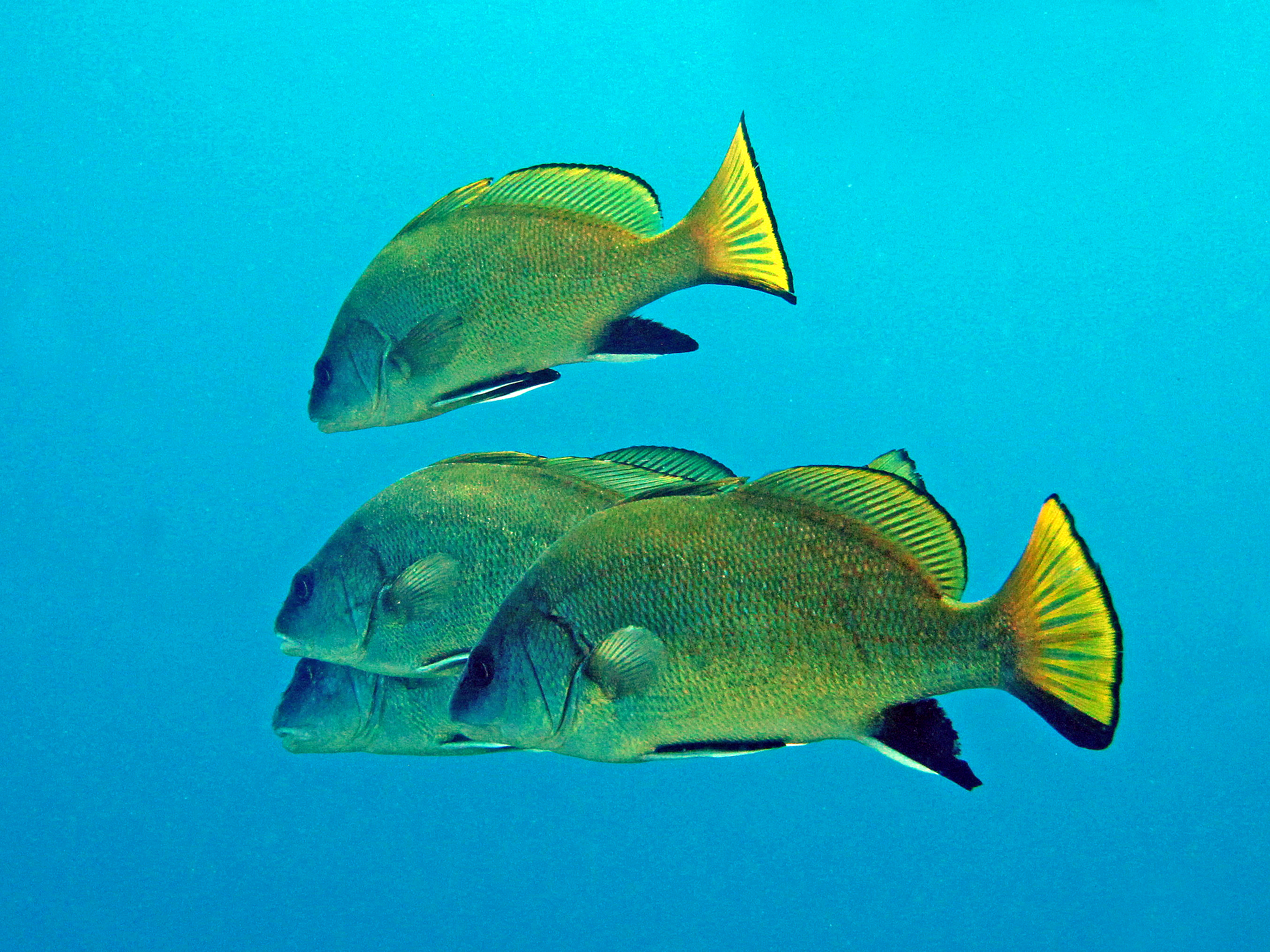
صقيصن من البحر الليغوري

تتواجد أسماك الصقيصن في الأعماق التي تتراوح ما بين 5م و200 م، بشكل رئيسي فوق ركائز صخرية ورملية وتتواجد الأسماك اليافعة من هذا النوع في بيئات مصبات الأنهار.

## الوصف
يتراوح طول أسماك الصقيصن بين 30 و40 سم، ولكن يمكن أن تنمو إلى طول حوالي 60 سم. بطنها شكله مسطح وظهرها مقوس الشكل بشدة مما يمنحها شكلًا يسهل التعرف عليه، والجسم مضغوط بصورة جانبية (أي تبدو السمكة نحيلة عند النظر إليها من الإمام)، الفم كبير الحجم وممتد بشكل أفقي ويصل إلى مستوى العين ويحتوي على أسنان زغابية. زعانف الشرج والحوض سوداء اللون مع وجود حد أمامي أبيض اللون. الزعانف الظهرية والزعنفة الذيلية الشبيهة بورق النبات، لونها أصفر مع وجود حد أسود اللون. الجسم رمادي مع ومضات من ألوان الذهب والفضة. نوع حراشفها الموجودة على المنطقة التي ما بين الرأس والجسم، وعلى الجسم نفسه، تكون من نوع مشطي (Ctenoid)، بينما الحراشف الموجودة على الرأس هي من نوع دائري (Cycloid) .

## علم الأحياء والسلوك

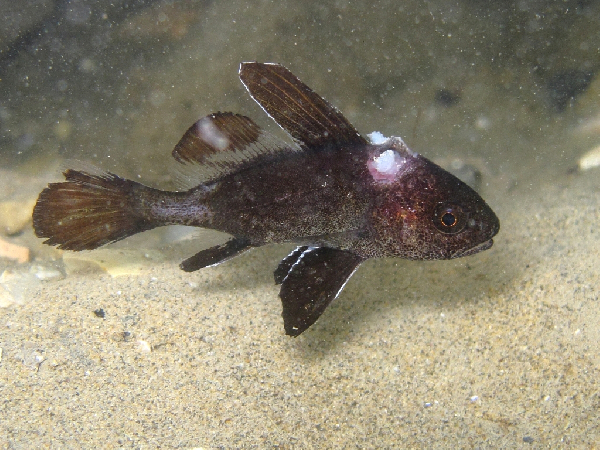
سمك صقيصن يافع

تعتبر هذه الأسماك مخلوقات ليلية نوعًا ما ولكن يمكن العثور عليها أحيانًا خلال النهار بين الأحراش المكونة من عشب البحر وعلى القيعان الصخرية التي تكون بالقرب من الكهوف أو الشقوق الكبيرة حيث يمكن أن توفر لها الحماية. هذا النوع من الأسماك اجتماعي ويعيش في مجموعات صغيرة. تتغذى هذه الأسماك على الأسماك الصغيرة حجما وعلى القشريات. هذه الأسماك قادرة على إطلاق صوت باستخدام بعض العضلات الموجودة تحت مثانة السباحة المتطورة لديها. هذه هي طريقتها في التواصل؛ لأن لديها حاسة سمع جيدة جدًا. تتمكن هذه الأسماك من إدارة طفوها بشكل مثالي. فترة السرء عند هذه الأسماك في مناطق البحر الأبيض المتوسط تمدد من شهر مارس إلى شهر أغسطس.

## صيد الأسماك
أسماك الصقيصن هو نوع من الأسماك التي يتم اصطيادها بصورة تجارية في جميع أنحاء حوض البحر الأبيض المتوسط وقد تم إصطياد هذه الأنواع بدرجة مفرطة. يتم صيدها بشكل رئيسي عن طريق الصيد بواسطة الرمح، وشباك الكعبلة (العرقلة) - بالإنجليزية : Trammel nets، والشباك الخيشومية، وتكون هذه الأسماك معرضة بشدة لأن يتم اصطيادها خلال تجمعات فترة السرء التي تكون عند فتحات مصبات الأنهار.
تباع هذه الأسماك طازجة أو مجمدة في أسواق الأسماك والمأكولات البحرية في تركيا. يتم طحن (otoliths) غبرة التوازن أو حصاة أذنية، أو حصأة التوازن، المستخرجة من أسماك الصقيصن وإستعملاها كعلاج للالتهابات البولية من قبل السكان المحليين في تركيا. تم حظر ممارسة هواية الصيد والصيد التجاري لاصطياد هذا النوع من الأسماك في تركيا من سنة 2003 وحتى سنة 2006، وذلك من أجل المساعدة للحفاظ على أعداد هذه الأسماك في البحر.